# Аксёнов, Николай Александрович
Николай Александрович Аксёнов (род. 1970) — советский и российский гребец, заслуженный мастер спорта РФ (1996).

## Биография
Воспитанник Сортавальской детско-юношеской спортивной школы по академической гребле (тренер В. И. Жуков).
В 2002 году окончил Саратовскую академию права.

## Спортивная карьера
Чемпион Игр доброй воли (1994).
Выступал за Россию на двух Олимпийских играх — Атланта (1996), Сидней (2000). Завоевал бронзовую медаль по академической гребле на Летних Олимпийских играх 1996.
Двукратный призёр этапов Кубка мира.

## Награды
- Медаль ордена «За заслуги перед Отечеством» II степени (6 января 1997 года) — за заслуги перед государством и высокие спортивные достижения на XXVI летних Олимпийских играх 1996 года[4]